# Damien Saez
Pour les articles homonymes, voir Saez.
Damien Saez, né le 1er août 1977 à Saint-Jean-de-Maurienne (Savoie), est un auteur-compositeur-interprète, instrumentiste et poète français.
Dès les premiers albums, il a fait part dans ses textes de ses engagements militants ; il exprime un très fort rejet de la société marchande, de la politique occidentale en général et du capitalisme. De ce fait, il n'est plus apparu dans une émission publique télévisuelle depuis mars 2010 dans Ce soir (ou jamais !) et donne une dernière interview radio en octobre 2012 sur France Inter.
Il est le gérant de la société 16.ART qui est son propre label depuis 2002.

## Biographie

### Débuts musicaux
Damien Karim Saez naît le 1er août 1977 à Saint-Jean-de-Maurienne en Savoie, d'un père français d'origine espagnole, Raymond Saez, et d'une mère algérienne, Cherifa Belhadj. Avant le divorce de ses parents quand il a quatre ans, la famille vit dans les Alpes-de-Haute-Provence. Tous les trois s'installent ensuite à Marseille. À l'âge de huit ans, il part avec sa famille vivre dans le quartier de la Fontaine d'Ouche à Dijon, où il entre plus tard au Conservatoire national de la région de  Dijon, dans la classe de piano de Boris Nedeltchev. Il étudiera au conservatoire avec ce professeur avec lequel il noue de forts liens jusqu'à obtenir son degré de fin d'étude, à presque seize ans.[réf. nécessaire] puis son baccalauréat S en 1995.
Il est le demi-frère de l'acteur, chanteur et rappeur Théo Cholbi (né en 1991), également connu sous le nom de scène Süeür. Il a un second demi-frère, Nathan (né en 1994).

### Une reconnaissance rapide,Jours étranges(1999-2001)
Tout juste titulaire du baccalauréat, il se rend à Paris où, en 1995, il se retrouve dans le bureau d'Alix Turrettini, manager de Mathieu Boogaerts, de Zazie et il lui fait écouter trente compositions piano-voix. Cette rencontre amène la création des éditions De fil en aiguille[réf. nécessaire] qui accueillent la plupart des chansons publiées dans ses deux premiers albums Jours étranges (1999) et God blesse (2002). Peu de temps après, à l'occasion d'un concert que donne William Sheller à Dijon, Damien Saez lui remet une cassette et lui fait lire ses textes. William Sheller aide fortement à sa signature avec le label Island d'Universal Music qui a lieu en 1999. Entre-temps, Damien Saez se rend à Paris et, pendant deux ans, enchaîne les petits boulots. Il commence alors l'enregistrement de Jours étranges, un premier album majoritairement rock avec des sonorités pop et électro, mais qui contient également des ballades mélancoliques et même du jazz, avec une reprise de My Funny Valentine.
En 2001, il publie sur internet une œuvre musicale d'un peu moins d'une demi-heure, intitulée Katagena, en libre téléchargement[réf. nécessaire]. Celle-ci se présente sous la forme d'une mini-symphonie divisée en six morceaux presque sans paroles, à la frontière entre le rock et la musique électronique, ponctuée de ballades au piano. Le 3 décembre de la même année, il publie un recueil de poèmes, À ton nom, et participe à l'album-hommage à Georges Brassens, Les Oiseaux de passage, en reprenant La Prière.

### God BlesseetDebbie(2002-2005)
Le 26 mars 2002, il publie son deuxième album, intitulé God blesse, un double album. Il est également contacté par Brian De Palma pour participer à la création de la bande originale du film Femme fatale, qui sort en salles en avril 2002. La chanson choisie pour l'occasion, Sexe, est extraite de son deuxième album.
Le 22 avril 2002, lendemain du premier tour de l’élection présidentielle, il publie gratuitement sur Internet une chanson écrite et enregistrée en environ dix heures, Fils de France.
Le 31 août 2004, ayant quitté Island pour Barclay, un autre label Universal Music, il sort son troisième album, Debbie.
En juin 2005, à la suite de la tournée électrique accompagnant son dernier album, il quitte Universal Music (à qui il devait encore un album) et entame sa première tournée acoustique : il s'y produit seul sur scène la plupart du temps, entouré de plusieurs guitares, d'un piano et d'un clavier[réf. nécessaire].

### Changement de label,VLPetYellow Tricycle(2006-2009)
Fin 2006 et début 2007, Damien Saez met en libre écoute sur Internet quatre mix provisoires de rock en anglais (Killing the Lambs, Numb, Jessie et Yellow Tricycle) qui sont ensuite retirés dans le courant de l'année 2007[réf. nécessaire].
Cet album, édité par le label indépendant Cinq7, sort le 21 avril 2008 dans deux éditions distinctes : l'édition triple complète intitulée Varsovie - L'Alhambra - Paris et une édition simple ne comprenant que Paris. Il s'agit d'un album entièrement acoustique dont la plupart des chansons traitent de la rupture de Damien avec sa compagne, d'origine polonaise. Les deux premiers disques, Varsovie et L'Alhambra, qui forment un tout, rendent hommage à des interprètes de la chanson française, dont Jacques Brel, Léo Ferré, Barbara et Georges Brassens[réf. nécessaire]. Quant au troisième disque, Paris, il se rapproche davantage de la variété avec une instrumentation plus poussée et mélodieuse[Quoi ?]. Cet album, malgré le peu de publicité, est devenu disque d'or.
En juin et juillet 2008, accompagné d'un trio à cordes (violon, alto et violoncelle), il entame, dans le cadre de divers festivals, une nouvelle tournée acoustique qui est finalement de courte durée[source secondaire souhaitée].
Le 23 janvier 2009, un nouvel extrait de son prochain album intégralement écrit en anglais, White Noise est mis en écoute libre sur un site dédié[source secondaire souhaitée]. Celui-ci est rejoint le 29 janvier par Killing the Lambs, Numb, et Yellow Tricycle, morceaux déjà présentés sur Internet deux ans plus tôt[source secondaire souhaitée] et qui figurent eux aussi sur le cinquième album.
Aux Victoires de la musique 2009 qui ont lieu le 28 février au Zénith de Paris, il écrit et compose une chanson intitulée Embrasons-nous, qu'il interprète en direct sur le plateau sans que personne ait eu connaissance des paroles[source secondaire souhaitée]. Il est nommé dans la catégorie « Album pop/rock de l'année » face à Arthur H (l'Homme du monde) (qui remporte le prix), Cali (l'Espoir) et Mademoiselle K (Jamais la paix).
Le 16 mars 2009, il sort son cinquième album, A Lover's Prayer, entièrement écrit et chanté en anglais, édité sous le pseudonyme de Yellow Tricycle. Sur les douze titres de l'album, sept sont déjà connus : les quatre qui ont été mis en écoute sur Internet, ainsi que trois autres morceaux joués lors de la tournée acoustique de 2007[réf. nécessaire].

### J'accuse(2009-2011)

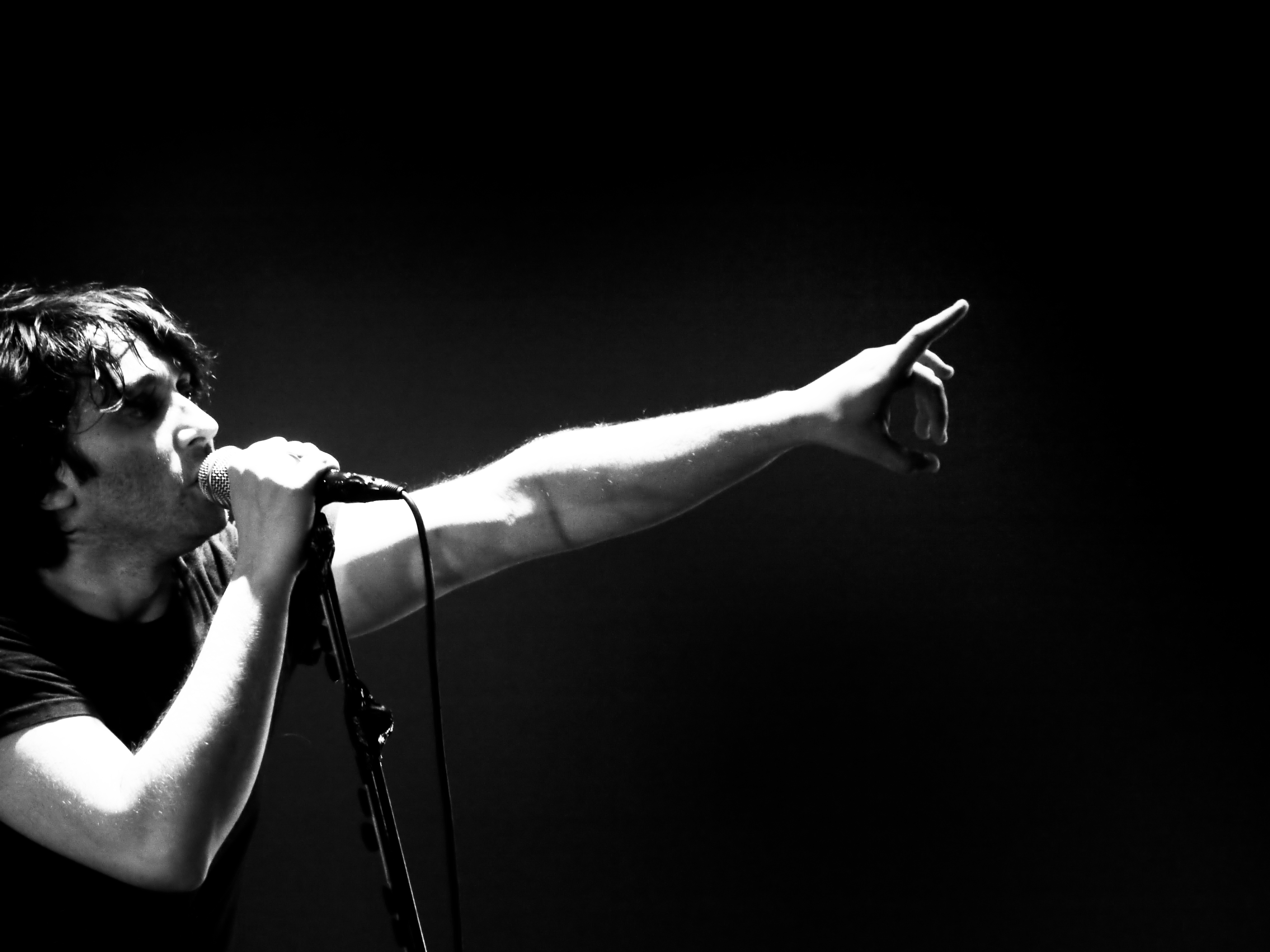
Damien Saez en concert le 22 janvier 2013 en musique.

En novembre 2009, il met gratuitement en ligne un nouveau titre Police. En février 2010, il annonce la sortie prochaine de son nouvel album. Son titre, J'accuse, fait écho au célèbre article d'Émile Zola.
Début mars, l'affiche publicitaire de ce nouvel album, réalisée par Jean-Baptiste Mondino, montrant une femme nue en escarpins dans un chariot de supermarché, titrée avec la mention « j'accuse », est censurée par l'ARPP au motif que le visuel était « dégradant pour l'image de la femme ». Saez s'en explique sur France Inter le 5 mars ainsi que lors de l'émission Ce soir (ou jamais !) du 9 mars 2010, expliquant qu'il dénonçait, par cette photographie, à la fois l'utilisation massive du corps féminin dans la publicité et la consommation outrancière contemporaine. Dans Phosphore en mai 2010, il explique : « Elle n’est ni obscène, ni sexuelle (c’est juste un nu), mais la mise en scène gêne. Cette photo choque, car elle reflète une idée que les gens refusent de regarder en face : la société d’aujourd’hui veut que l’individu, et particulièrement la femme, soit réduit à un bout de viande dans un Caddie. Tout individu qui naît sur Terre est aujourd’hui pris en otage par la société de consommation. On ne peut accoucher aujourd’hui que d’un objet de consommation : voilà ce que je dénonce. ». Une seconde affiche informant de cette interdiction, textuelle uniquement, a elle aussi été interdite et refusée par tous les réseaux publicitaires.
Le 21 avril 2010, il met gratuitement en ligne et en téléchargement un nouveau titre Ma petite couturière, extrait d'un album prévu au départ pour octobre mais dont la date de sortie est repoussée[réf. nécessaire]. Le 10 janvier 2011, Saez est nommé pour la troisième fois aux Victoires de la musique dans la catégorie Album rock.

### Messina-Miami(2012-2013)
Le 9 avril 2012, sur le site officiel de l'artiste est annoncé un concert au Bataclan pour le 11 décembre 2012. Les billets sont mis en vente sur internet le 16 avril et les trente-trois autres dates de la tournée sont publiées. Le 19 juin 2012, les dates de sortie de deux albums sont publiées sur ce site internet : le 17 septembre 2012 pour l'album Messina et le 3 décembre 2012 pour l'album Miami. La sortie de Miami est finalement reportée au 18 mars 2013[réf. nécessaire].
Le 24 août 2012, les titres des disques ainsi que les couvertures du triple album Messina sont publiés sur son site. Le 29 août, deux chansons extraites de l'album, Betty et les Fils d'Artaud, sont mises en téléchargement gratuit. Le 16 septembre, un troisième extrait intitulé Messine est proposé en téléchargement, toujours gratuitement. Le 17 septembre, le triple album Messina est mis en vente.

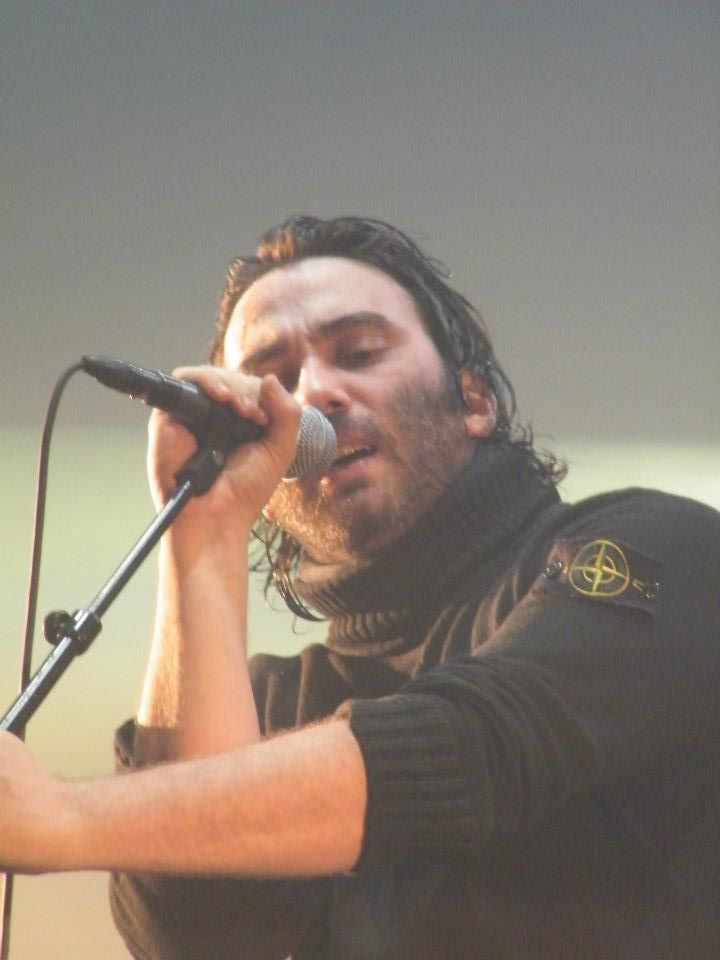
Damien Saez en concert le 9 avril 2013 à Rennes.

Le 18 février 2013, le premier single de l'album Miami est mis en ligne sur iTunes. Puis en téléchargement gratuit sur le site de l'artiste le 26 février 2013. L'album Miami sort le 18 mars.
Par ailleurs, l'affiche de l'album Miami, représentant les fesses d'une femme cachées par une Bible, est de nouveau refusé par la RATP lors de sa promotion dans le métro parisien.
Le 14 juillet 2013, aux Francofolies de La Rochelle, lors d'un concert, il se lance dans une critique du Ministère de la Culture, de l’industrie musicale, et plus généralement des modes de vie, de consommation et de production dans la France actuelle. Un événement qui ne passe pas inaperçu, notamment en raison de la présence de la Ministre de la Culture (Aurélie Filippetti) qu'il interpelle directement.

### Le Manifeste(2016-2019)
Une vidéo de huit minutes postée sur le site culturecontreculture.fr, remplaçant pour l'occasion le site officiel saez.mu, est publiée le soir du 16 juin 2016 dévoilant un vaste projet artistique intitulé le Manifeste. Dans cette vidéo Saez annonce un long voyage d'une année, du 31 juillet 2016 au 31 juillet 2017, au cours duquel seront publiés de villes en villes, au fil des jours, des chansons, des photos et des textes retraçant le voyage à l'image d'un cahier de bord mêlant la musique, la poésie et toute forme d'art. Il qualifie cet art de « Nouvel Art ». Il nous présente Mélancolie lors de ce court métrage : un clown triste, un mime vêtu de noir « peuplant de fleurs la terre ».
Le Manifeste débute le 31 juillet 2016. Ce voyage s'écoulera jour pour jour du premier au dernier jour de sa quarantième année. Il doit prendre fin à Noël 2017.
Le premier album du Manifeste est intitulé L'Oiseau liberté, paru en décembre 2016. Il s'agit d'un album court de sept morceaux et un d'un second disque de trois pistes. Deux d'entre-elles seront présentes sur l'album suivant. Le deuxième album, Lulu, paru le 10 mars 2017, est un triple album de vingt-neuf morceaux. Deux extraits de l'album sont publiés gratuitement le 22 février pour les personnes ayant participé au projet du Manifeste (Bonnie et Rue d'la soif) ainsi que Château de brume, un morceau inédit. Le 24 février, Saez annonce via requiem la sortie d'un troisième album intitulé #humanité pour le 30 novembre 2017, le onzième album de sa discographie.
La veille du 1er mai 2017, Damien Saez sort une nouvelle chanson en libre téléchargement sur son site culturecontreculture.fr intitulée Premier Mai, dans laquelle il dénonce à la fois la présence de l'extrême droite au second tour de l'élection présidentielle de 2017 et celle du « banquier » Emmanuel Macron.
Lors de la découverte du Manifeste, des vidéos sont projetées tout le long de la tournée. Premier concert premiers tableaux, deuxième concert deuxièmes tableaux, etc. Les vidéos sont dévoilées au même instant dans plusieurs lieux,,,.
Le 13 septembre 2018, Saez annonce deux nouveaux albums, l'un pour le 30 novembre 2018 intitulé #humanité et le second pour le 1er février 2019, intitulé À Dieu qui sera finalement reporté sine die. Le 17 décembre 2018, il supprime un à un tous ses comptes de réseaux sociaux, Twitter, Instagram et Facebook en remerciant ses fans.
Le 13 octobre 2019, Saez annonce une compilation de quatre disques intitulée Le Manifeste 2016-2019 : Ni dieu ni maître, regroupant trente-neuf titres des albums parus depuis 2016 dont vingt-quatre morceaux inédits. Cette annonce s’accompagne de la publication en libre écoute de trois nouveaux morceaux sur son site officiel.
À l'automne 2019, Saez se produit sur scène lors d'une tournée nationale et une date à Bruxelles. Il s'est produit pour la première fois à l'AccorHotels Arena de Paris le 3 décembre 2019 pour ses vingt ans de carrière. Des problèmes de santé entraînent une première annulation de date à Clermont-Ferrand le 30 novembre, au bout de seulement trente minutes de concert. Elle sera reportée au 10 décembre 2019 avant d'être une nouvelle fois annulée avec l'ensemble des dates restantes,,.
En décembre 2019, l'artiste donne plusieurs interviews et se confie sur son mode de vie excessif et son état de santé où il déclare fumer et boire en excès,,. Il est mis en observation et hospitalisé à Paris à cause de problème d'oreille interne et de vertiges.
Le 1er novembre 2021, Saez annonce la sortie d'un coffret en édition limitée du Manifeste pour le 3 décembre 2021. Il contient 9 disques sortis lors du projet du Manifeste, les 4 albums L'oiseau liberté (1 disque), Lulu (3 disques) #humanité (1 disque), puis Ni dieu ni maître (4 disques) entre 2016 et 2019. Il contient également un livre de 160 pages.

### Post-Humanity (2019 - Maintenant)
A la suite du Manifeste, en 2021, Il publie une vidéo accompagnée d'une chanson Post-Humanity, annonçant un évènement ne s'étant jamais produit avant.

#### MélancolieetLa symphonie des siècles (2019 - Maintenant)
Début 2021, il annonce sur le site saez2021.fr, l'enregistrement, en public de 2 doubles albums inédits Mélancolie & La symphonie des siècles. Ces deux soirées de concerts devraient se produire 2 soirs de suite à Paris, si et seulement si, le nombre de personne requise pour financer le projet est atteinte.
Le 11 février 2022, deux nouveaux morceaux accompagnés d’une vidéo sont publiés. Enlève ton masque, avec Ana Moreau au chant et Saez aux chœurs, et La Chanson du vieux réac, sur le Covid et le pass vaccinal. Le 18 février, un troisième morceau est publié sur le site officiel, Plage abandonnée. Il est consécutif de l'annonce du nouveau projet artistique de Saez appelé Les Amants Noirs comprenant 4 albums à paraître entre l'été 2022 et le printemps 2023 dont Heaven's calling, un album chanté en anglais, Amour à l'automne 2022 avec Ana Moreau et un livre de recueil de poèmes intitulé La Mort des icônes. Aucune de ces œuvres ne sera publiée.
Entre mars et mai 2022, Saez publie deux morceaux. Le premier morceau, Mars Song, publié le 31 mars, est un morceau instrumental de musique ambiant. Le second, Writings on the wall, publié le 1er mai, est une chanson interprétée en anglais.

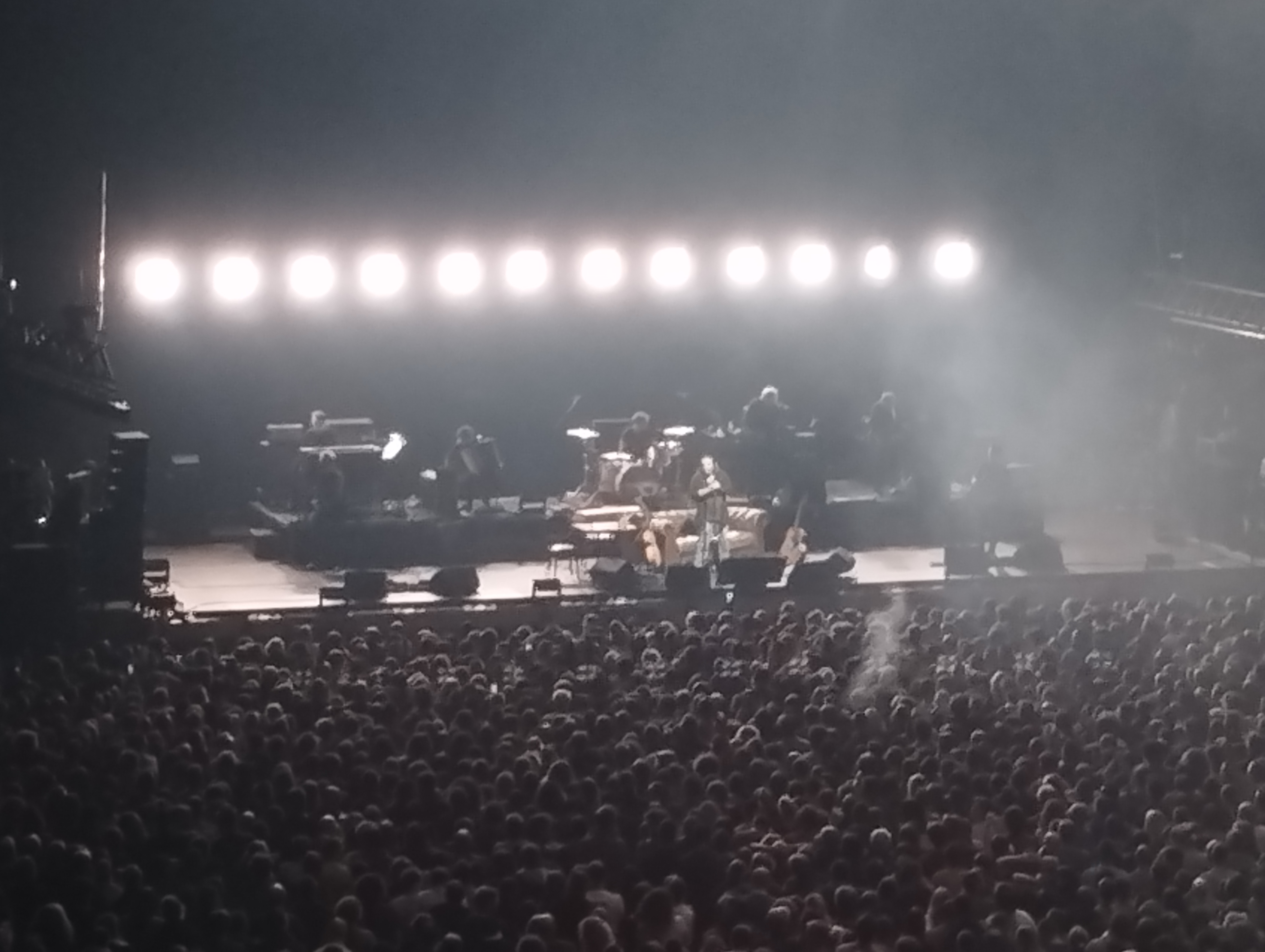
Damien Saez en concert à l'Accor Arena, en décembre 2023.

Initialement prévus en 2021, Saez donnera deux uniques concerts à Paris et à Nîmes. L'annonce est faite le 6 juillet 2022 sur son site officiel. Le 29 décembre 2022, l'artiste donne un concert au Zénith de Paris pour y enregistrer l'album Mélancolie, avec 11 titres inédits à la guitare acoustique. Six mois plus tard, il réitère l'expérience aux Arènes de Nîmes et enregistre sur scène un double album symphonique, La Symphonie des siècles, avec 16 morceaux inédits accompagné de l'orchestre national Avignon-Provence, dirigé par le chef Nicolas Simoni. Les deux concerts donneront lieu à deux double-albums enregistrés sur scène en direct. Le concert acoustique donnera naissance à son quatorzième album, Mélancolie et le concert symphonique à son quinzième album, La Symphonie des siècles, tous deux à paraître en 2025.

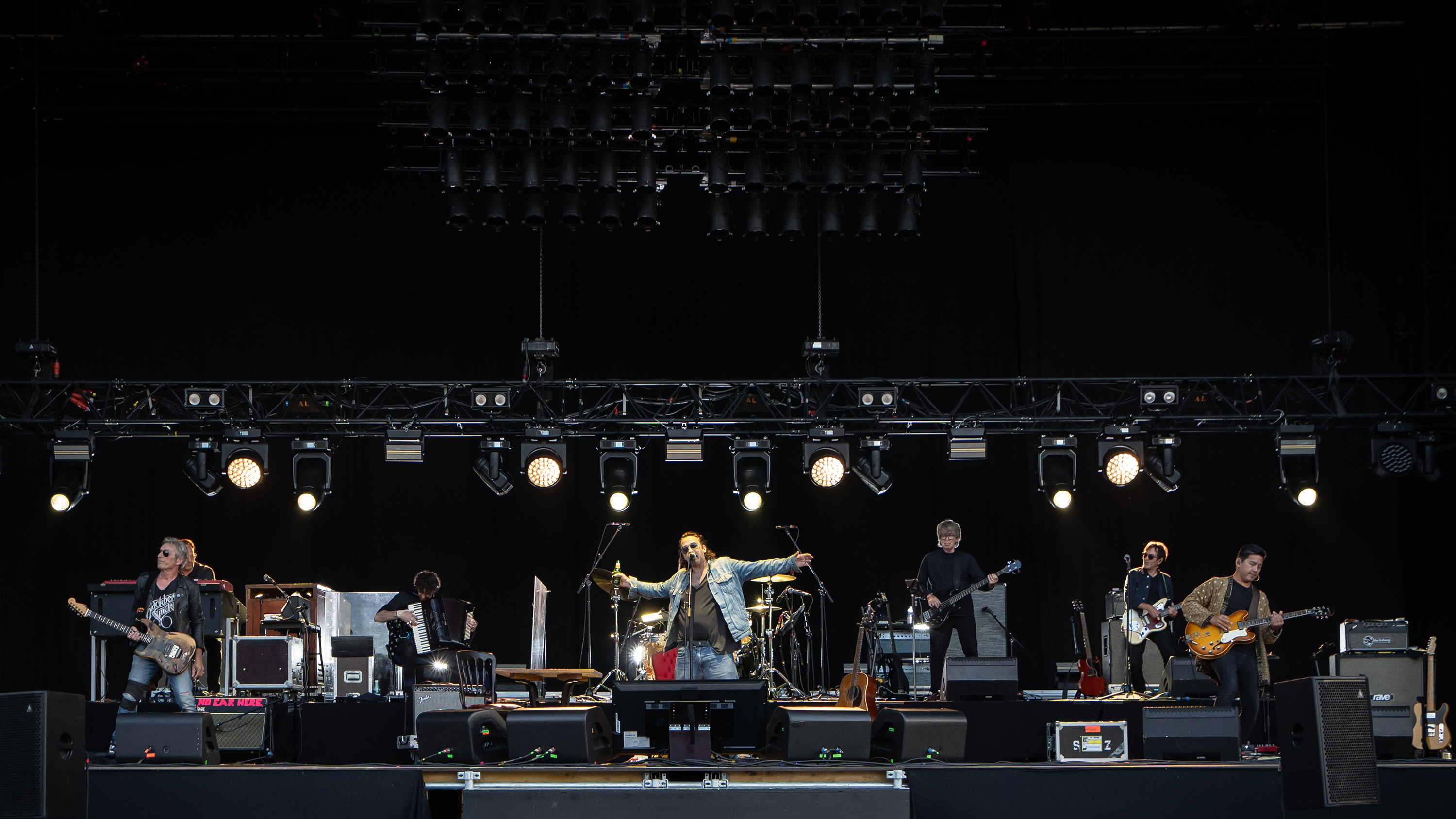
Saez au festival de La Nuit de l'Erdre 2024, Loire-Atlantique.

En octobre 2024, les recueils des albums Mélancolie et La symphonie des siècles sont publiés. Ils regroupent, à eux deux, les paroles de 27 morceaux à paraître.
A ce jour, les CD n'ont toujours pas été livrés et aucune information n'a été fournie sur l'état d'avancement du projet.

#### Telegramet la Guerre en Ukraine (2022)
Le 17 novembre 2022, l'artiste annonce sur Instagram la sortie d'un nouvel solidaire EP intitulé Telegram pour le 9 décembre. Le lendemain, sort le morceau Ievguenia. L'EP traite du conflit russo-ukrainien et doit son titre à l'application de communication russe Telegram. Les bénéfices générés par les ventes et streams de l'album sont reversés aux acheteurs de l'album physique sous forme de la cryptomonnaie Ethereum le temps de la guerre en Ukraine.
Début 2025, aucun bénéfice n'a été reversé et le site consacré aux NFT a disparu de la toile.

#### Apocalypse(2019 - Maintenant)

##### ApocalypseetPoésie, Anthologie 1999-2024
Le 6 juillet 2023, Saez annonce la diffusion de l'œuvre Apocalypse, un triple album de 3 heures, en écoute payante sur son site officiel. La sortie de cet album est conditionnée à la somme préalablement récoltée grâce aux ventes pour faire paraitre son œuvre. L'artiste déclare que si cette somme n'est pas atteinte le 7 juillet 2024, l'album ne verra jamais le jour. Dans le cas contraire, il sera publié en téléchargement gratuit et en écoute sur les plateformes musicales. Il déclare cependant en octobre 2024, une diffusion en novembre ou décembre.
En novembre 2023, il lance une nouvelle tournée, sans promouvoir d'album en particulier. Elle connaît son point d'orgue le 9 décembre à l'Accor Arena. La première partie est assurée par SÜEÜR, (Théo Cholbi, le frère de Saez).
De la même manière, il annonce la tournée 2025 pour le printemps, le 26 mars 2024. Intitulée Apocalypse Tour 2025, elle se compose de 21 dates en France et en Suisse dont une nouvelle date à l'Accor Arena (Bercy) de Paris où l'artiste s'y produire pour la 3e fois de sa carrière, après 2019 et 2023.
A l'occasion des 25 ans de la sortie du premier album de Saez, Jours étranges, le 25 octobre 1999, est publié le livre Poésie, Anthologie 1999-2024 le 25 octobre 2024. Il s'agit d'un recueil textes de Saez écrits entre 1999 et 2024 regroupant les textes des 13 albums en français, des inédites lives et studios ainsi que l'EP Telegram.
Le 25 décembre 2024, Saez publie un morceau inédit intitulé Les animaouh, en duo avec Ana Moreau. Chanté à la manière d’une comptine pour enfants, la chanson fait référence au changement climatique, à la sixième extinction de masse et à l’apocalypse en énumérant notamment les animaux des œuvres de Walt Disney.
L'album Apocalypse est diffusé en streaming unique le 1er mars 2025 sur le site officiel de l'artiste et sort officiellement le 28 mars 2025. Il s’agit du premier album paru après le projet du manifeste et son dernier album intitulé le Manifeste 2016-2019 : Ni dieu ni maître en novembre 2019. Malgré le fait que le financement de l'album n'ai pas abouti les personnes ayant contribué au projet ont pu télécharger l'intégralité des chansons au format mp3 ou wav. De plus chaque participant s'est vu offrir 2 places de concerts valables pour 1 concert au choix de la tournée 2025.

## Influences et engagements
Souvent comparé à Noir Désir, Damien Saez se réclame surtout de Jacques Brel, de Barbara, de Léo Ferré et de Georges Brassens. Il admire Charles Baudelaire, mais également Victor Hugo et Arthur Rimbaud, auxquels il fait souvent référence,. Aussi, il fait référence dans ses chansons à plusieurs films, tels que Les Enfants du paradis de Marcel Carné.
Prenant souvent position contre la société de consommation et la marchandisation des relations dans ses chansons, Damien Saez exprime notamment sa révolte dans une lettre postée sur son site à la suite de la censure de l'affiche de son album J'accuse (2010). Lors d'un entretien accordé à la radio France Inter, le 15 octobre 2012, dernière entrevue dans un média public, il exprime cependant ne pas se considérer comme un artiste engagé. Pour lui, « Il faudrait recréer un vocabulaire. Je ne peux pas dire extrême gauche parce que quand j'entends quelqu'un parler de « travailleur », je ne peux pas m'associer rien qu'à cause du mot. Pour moi, le meilleur système serait celui de partage, peut-être moins extrémiste qu'il a pu être dans le bloc de l'Est. Je me sens à gauche, extrêmement – j'aurais tendance à dire « communiste » dans les textes – en sachant qu'il faudrait changer le mot. Il faut la même idée mais avec le vocabulaire d'aujourd'hui. »
Comme le remarque L'Express, Damien Saez tient des propos complotistes et s'oppose au vaccin à ARN messager contre la Covid-19 dans un morceau publié en 2022, La Chanson du vieux réac, qui cumule 200 000 vues en cinq jours : « Quand ils apprendront dans cinq ans / Qu'dans leur vaccin y'a la 5G / Ils deviendront tous résistants / Tu connais l'histoire des Français ».
Au cours des années, Damien Saez dénonce la dévalorisation de l'art et la mise en concurrence des artistes avec les stars des réseaux sociaux,. Fin 2022, l'artiste se confie sur ses difficultés financières justifiant des prix de places aux concerts pouvant atteindre 116 euros. En 2023, il publie un texte demandant un don de 100 euros pour financer son prochain album Apocalypse contre le droit pour les donateurs de le préécouter le moment venu.

## Discographie

### Participations
- 2001 : reprise de La Prière sur Les Oiseaux de passage, album-hommage à Georges Brassens
- 2002 : Sexe, bande originale du film Femme fatale réalisé par Brian de Palma

### Classement dans les charts
| Année | Album                         | Meilleur classement  | Meilleur classement    | Meilleur classement  | Exemplaires vendus | Certification en France |
| Année | Album                         | Drapeau de la France | Drapeau de la Belgique | Drapeau de la Suisse | Exemplaires vendus | Certification en France |
| ----- | ----------------------------- | -------------------- | ---------------------- | -------------------- | ------------------ | ----------------------- |
| 1999  | Jours étranges                | 22                   | -                      | -                    | 250 000            | Double disque d'or      |
| 2002  | God blesse                    | 10                   | 26                     | 52                   | 120 000            | Disque d'or             |
| 2004  | Debbie                        | 2                    | 4                      | 30                   | 100 000            | Disque d'or             |
| 2008  | Varsovie - L'Alhambra - Paris | 3                    | 13                     | 45                   | 85 000             | Disque d'or             |
| 2009  | A Lovers Prayer               | 9                    | 20                     | -                    | 20 000             |                         |
| 2010  | J'accuse                      | 3                    | 7                      | 25                   | 150 000            | Disque platine          |
| 2012  | Messina                       | 2                    | 2                      | 24                   | 70 000             | Disque d'or             |
| 2013  | Miami                         | 4                    | 14                     | 26                   | 45 000             |                         |
| 2016  | L'oiseau Liberté              | 9                    | 41                     | 30                   | 55 000             | Disque d'or             |
| 2017  | Lulu                          | 3                    | 12                     | 34                   | 50 000             | Disque d'or             |
| 2018  | #humanité,                    | 10                   | 56                     | 26                   | 32 000             |                         |
| 2019  | Ni dieu ni maître             | 8                    | -                      | -                    | -                  |                         |

## Collaboration artistique avec Ana Moreau
En mars 2020, lors du premier confinement, Ana Moreau publie ses deux premiers morceaux en son nom, Florence et Les lieux du crime. Composés par Saez, Ana Moreau est interprète de ces titres.
En février 2022, Damien Saez signe les duos Enlève ton masque, puis Plage Abandonnée avec Ana Moreau.
Un album de Saez nommé Amour est annoncé avec Ana Moreau pour l'automne 2022. Elle sort son premier EP en juin 2022, intitulé Shalala.
Le 1er juillet 2023, elle monte pour la première fois sur scène aux côtés de Damien Saez lors du concert de la Symphonie des siècles. Elle y interprète un morceau inédit intitulé Les exs accompagnée par l'orchestre national Avignon-Provence.
En 2024, Ana Moreau sort J’ai rêvé hier soir, son premier album de dix titres. La couverture est signée Damien Saez. Elle déclare : « Damien m’a permis de faire ce disque avec des musiciens incroyables au studio ICP à Bruxelles (Belgique) ».

## Clips
- 2000 : Sauver cette étoile
- 2001 : Jeune et con
- 2002 : Sexe (2 versions)
- 2002 : Solution
- 2004 : Debbie (2 versions réalisées par J.G. Biggs)
- 2008 : Jeunesse lève-toi (réalisé par Damien Saez et Régis Fourrer)
- 2009 : On a pas la thune (réalisé par Damien Saez et Régis Fourrer)
- 2009 : Marie ou Marilyn
- 2011 : Les Cours des lycées (réalisé par Hugo Becker)
- 2020 : Ma vieille (Tableau performance de Tanguy Roland)
- 2022 : Enlève ton masque (Tableau performance de Tanguy Roland)
- 2022 : Plage abandonnée

## Publications
- 2001 : À ton nom, Arles, Actes Sud, coll. « Le souffle de l'esprit », 2001, 54 p. (ISBN 2-7427-3555-0)
- 2024 : Mélancolie, 16Art, recueil de textes inédits et paroles des chansons du concert éponyme ayant eu lieu le 30 décembre 2022 au Zénith de Paris.
- 2024 : La symphonie des siècles, 16Art, recueil de textes inédits et de paroles des chansons du concert éponyme ayant eu lieu le 1er juillet 2023 à Nîmes
- 2024 : Damien Saez, Poésie, Anthologie 1999-2024, Leporello, 2024, 400 p. (ISBN 978-2-487860-00-1)